# Divario digitale
Il divario digitale (dall'inglese digital divide) è il divario esistente tra chi ha accesso effettivo alle tecnologie dell'informazione (in particolare personal computer e Internet) e chi ne è escluso, in modo parziale o totale. I motivi di esclusione comprendono diverse variabili: condizioni economiche, livello d'istruzione, qualità delle infrastrutture, differenze di età o di sesso, appartenenza a diversi gruppi etnici, provenienza geografica. Oltre a indicare il divario nell'accesso reale alle tecnologie, la definizione include anche disparità nell'acquisizione di risorse o capacità necessarie a partecipare alla società dell'informazione: nei paesi avanzati, e specie nella popolazione giovane, infatti, il divario nell'accesso alla rete è ormai quasi del tutto colmato e si apre invece un divario digitale di secondo livello basato sulle modalità di fruizione.  Il termine "divario digitale" può essere utilizzato sia per riferirsi ad un divario esistente tra diverse persone, o gruppi sociali in una stessa area, che al divario esistente tra diverse regioni di uno stesso stato, o tra stati (o regioni del mondo) a livello globale.

## Emarginato digitale
Molto tempo è trascorso da quando il termine diavario digitale fu inizialmente coniato; tanto che, ad oggi, l’«Emarginato digitale» non si può più circoscrivere entro il limite di coloro che non hanno la possibilità di accedere al network, non esistendo un’infrastruttura di base oppure non possedendo gli strumenti idonei per accedervi. Conseguentemente ai veloci progressi tecnologici che si sono succeduti nel corso degli anni, la definizione di «Emarginato digitale» deve necessariamente essere ampliata fino ad abbracciare, oltre ai casi appena descritti (mancanza di infrastrutture e/o strumenti che consentano l’accesso alla rete) anche chi non è in grado di gestire le proprie attività digitali, né le tecnologie. Oggi, «Emarginato digitale» è chi non ha le conoscenze culturali e/o le abilità critiche per vivere in modo pieno e soddisfacente la propria cittadinanza digitale. Insomma, l’«Emarginato digitale» ha anche difficoltà a vivere la democrazia nell’ambito della società, sia per quanto concerne lo svolgimento dei propri doveri, che l’esercizio dei propri diritti. Sulla base di quanto appena detto, se un tempo l’esperto informatico non poteva in nessun modo essere considerato un emarginato digitale, oggi questa cosa potrebbe non essere più acclarata.

## Descrizione

### Origine e uso del termine
Il termine è apparso per la prima volta all'inizio degli anni novanta negli Stati Uniti, in alcuni studi che indicavano come il possesso di personal computer aumentasse solo per alcuni gruppi etnici.
Il concetto di divario digitale è poi entrato nell'uso comune, quando il presidente democratico americano Bill Clinton e il suo vice Al Gore, lo hanno utilizzato durante un discorso tenuto nel 1996 a Knoxville, in Tennessee. In quell'occasione, l'amministrazione statunitense ha sottolineato la disparità di accesso ai servizi telematici tra la popolazione del paese.
(Al Gore, 10 ottobre 1996, Knoxville, Tennessee)
Il problema ha sensibilizzato anche la parte repubblicana della politica statunitense, alla luce dei pericoli che il divario digitale comporta:
If digital apartheid persists, we all lose. The digital have-nots will be poorer, more resentful of progress than ever and will not be able to become the skilled workers or potential customers that are needed to sustain the growth of the Internet economy. So the private sector is eager to tear down the wall between the digital haves and have-nots.»
Se l'apartheid digitale persiste, siamo tutti sconfitti. Gli esclusi dal digitale saranno più poveri, più che mai diffidenti nel progresso e non diverranno quei lavoratori specializzati o potenziali consumatori necessari per la crescita della economia di Internet. Per questo il settore privato è ansioso di far crollare il muro tra gli inclusi e gli esclusi dal digitale.»
(Colin Powell, Segretario di Stato U.S.A., 18 dicembre 2000.)
Nonostante all'origine sia stato presentato come un problema interno al contesto americano, oggi è più comune definire il divario digitale in una prospettiva globale, considerando le disparità tra paesi ricchi e paesi in via di sviluppo. Le analisi sull'argomento sono tuttavia orientate ad entrambe le prospettive, nazionali e transnazionali.

### Visione critica globale
(Jeffrey I. Cole, Director, UCLA Center for Communication Policy, 2000.)
Nel 1993 gli utenti di Internet nel mondo erano circa 2 milioni; nel 2002, in meno di dieci anni, si stima fossero arrivati a 580 milioni; di questi 580 milioni, 166 erano negli Stati Uniti, 414 negli altri paesi complessivamente.
Il tema del divario digitale è così entrato prepotentemente tra le priorità di organizzazioni internazionali, governi ed aziende multinazionali:
(Paolo Morawsky, 2001.)
È nel gennaio del 2000 che il divario digitale cessa di essere un problema esclusivamente statunitense per diventare un problema dell'intero pianeta. A Davos, durante l'incontro annuale del World Economic Forum, sono numerosi gli interventi che segnalano l'esistenza di una disparità nella diffusione delle tecnologie dell'informazione e la necessità di provare a superare questo divario. È indubbiamente preoccupante che a porre il problema in maniera più pressante sono i leader di alcune grandi multinazionali durante un incontro simbolo della propagazione delle tesi della globalizzazione coniugate al libero mercato.
In ogni caso, a Davos viene creata la prima Task Force, «Bridging the Digital Divide Task Force», nell'ambito dell'iniziativa del WEF «Global Digital Divide Initiative» alla quale parteciparono molti gruppi dell'high tech (per esempio America Online, eBay, Microsoft Corporation, Mitsubishi Electric, Motorola, MTV Networks, Siemens, Sony, Sun Microsystems, Toshiba).

### Cause e conseguenze del divario digitale

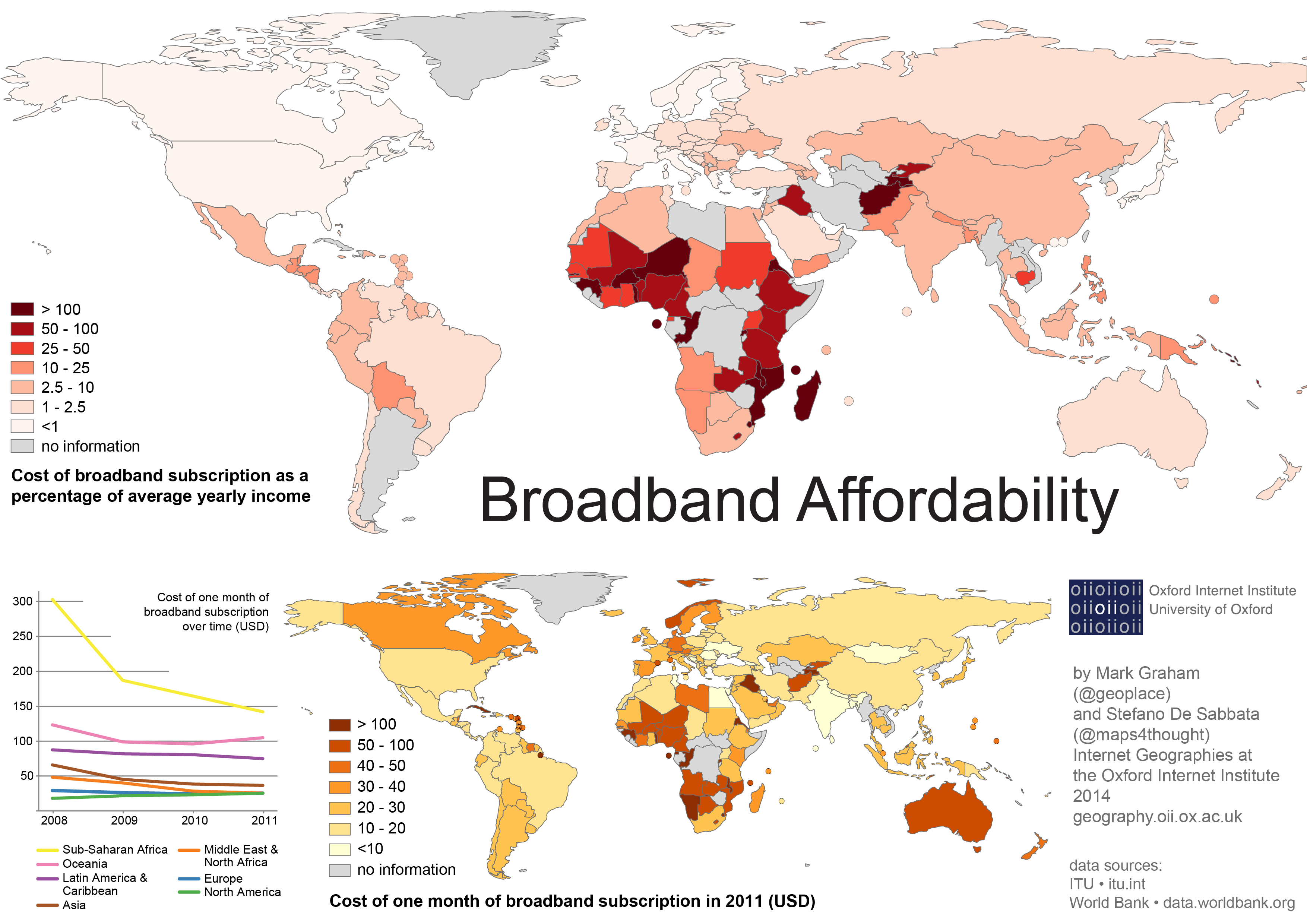
Accessibilità economica della banda larga nel 2011Questa mappa illustra l'accessibilità economica della banda larga a livello globale, come relazione tra reddito medio pro capite ed il costo minimo di una connessione a banda larga (dati del 2011). Fonte: Information Geographies at the Oxford Internet Institute (in Inglese).

Le cause del divario digitale dipendono da diversi fattori socioeconomici e introducono effetti che sono tuttora oggetto di studio.
Una delle cause maggiormente condivise è di carattere economico. Nei paesi in via di sviluppo, ampie fasce della popolazione non sono in grado di accedere alle tecnologie per motivi di reddito: per molti è semplicemente impossibile acquistare un computer o pagare un abbonamento telefonico per utilizzare internet.
La spiegazione economica, però, non sembra sufficiente a delineare la questione in modo chiaro e completo. Altri fattori che contribuiscono a accentuare il divario digitale possono essere:
- l'assenza di infrastrutture di base (linee telefoniche standard, soprattutto nel caso dei paesi più poveri) o più avanzate (banda larga);
- l'analfabetismo informatico degli utenti, sia riguardo all'uso del computer, sia riguardo alle potenzialità di Internet;
- altri fattori tra cui l'appartenenza a determinati gruppi etnici, le differenze di età e di genere e il livello di educazione possono determinare squilibri nell'accesso alle tecnologie.

Nei paesi sviluppati a frenare gli operatori nel portare la banda larga ovunque nella rete di accesso e progressivamente estenderne l'ampiezza sono i costi elevati di investimento, spesso non sostenibili, cioè non giustificati da adeguati ritorni economici in termini di redditività per l'operatore stesso, come accade ad esempio in zone scarsamente abitate.
Il divario digitale può avere come effetto l'aumento delle diseguaglianze economiche già esistenti e incidere in modo drammatico sull'accesso all'informazione. Il divario potrebbe innescare un circolo vizioso che porterebbe i paesi in via di sviluppo ad impoverirsi ulteriormente, perché verrebbero ulteriormente esclusi dalle nuove forme di produzione di ricchezza, basate sui beni immateriali dell'informazione.

### Wireless locale loop
I ponti radio sono una tecnologia privilegiata e a basso costo per portare la banda larga nelle zone a fallimento di mercato, dove gli operatori di telefonia non sono disposti ad investire.
Tuttavia, le reti quantistiche, la crittografia quantistica e post-quantistica, futuro delle reti Internet e della crittografia a chiave asimmetrica, necessitano di fotoni che viaggiano su fibra ottica. Tali tecnologie non sono supportate dalle reti wireless.

## Situazione in Italia
La minitrincea (soluzione tutta italiana), palificazione aerea e No-Dig leggero, sono le tecniche più semplici e meno costose per portare la fibra ottica nei piccoli centri e nelle zone remote o rurali, dove gli operatori privati non hanno interesse economico a rischiare e investire, senza l'intervento statale.
Al 2023, l'Italia è posizionata al venticinquesimo posto in Europa per la copertura FTTH, mentre solo il 7.3% del territorio è raggiunto dalla tecnologia 5G stand-alone (vale a dire non appoggiata alla precedente tecnologia 4G).
Secondo l'FTTH Market Panorama Report by Country dell'FTTH Council Europe, al 2023 la copertura ha raggiunto il 59% del mercato, pari a 15.5 milioni di unità abitative, con un tasso di penetrazione del 16%. Per quanto riguarda l'adozione, gli utenti che hanno sottoscritto un contratto ultrabroadband sono passati da 3,26 milioni nel 2022 a 4,18 milioni nel 2023.

### La copertura ADSL italiana e il divario digitale
In Italia il divario digitale si può individuare nell'esclusione di milioni di cittadini dal collegamento veloce ad Internet garantito dalla tecnologia DSL, chiamato anche banda larga.
Al 2023, il 22% delle linee italiane attive è in fibra ottica, contro il 66% della Francia e l'88% della Spagna.

### Alternative ai servizi DSL e tramite fibra ottica
In Italia le connessioni residenziali maggiormente diffuse utilizzano tecnologie DSL o tramite fibra ottica. Esse offrono una qualità di servizio spesso superiore alle alternative, che comunque hanno il pregio di garantire una copertura maggiore.
Un quadro della situazione può essere riassunto come segue: vi sono
- zone dove sono presenti servizi DSL o tramite fibra ottica, connessioni relativamente stabili e a prezzi accessibili, via cavo;
- località dove i suddetti servizi non sono presenti o lo sono con limitazioni di copertura e/o velocità di connessione; in questi casi potrebbero essere disponibili alternative come una connessione dial-up a 56 kbit/s, una satellitare uni o bidirezionale o tramite la copertura della rete telefonica cellulare.

Purtroppo in molti casi queste alternative non assicurano un servizio di qualità equivalente:
- la connessione dial-up permette velocità di trasferimento molto inferiori a quelle ottenibili con un servizio ADSL, ed è solitamente addebitata in base al tempo di connessione;
- una connessione via satellite richiede un'antenna parabolica e un modem specifici, soffre di latenze piuttosto alte ed è in genere più cara rispetto ad un collegamento cablato;
- la connessione via rete cellulare è in rapida evoluzione, tuttavia nelle zone non coperte da reti con tecnologie moderne, congestionate o in presenza di segnale debole le velocità sono piuttosto basse, e generalmente il servizio non è stabile o performante quanto quello offerto da uno su ADSL.

### Progetto Anti Digital Divide (Alice-Telecom Italia)
Un sistema alternativo per "tentare" di colmare il divario digitale è stato adottato a partire da settembre 2006 e prevede una copertura parziale delle centrali senza DSLAM ADSL, ma con un DSLAM di capacità inferiori non richiedente la necessità di fibra ottica già a partire dalla prima centrale.
Se lo Stadio di Linea non coperto da ADSL, ovvero senza la fibra ottica, è sufficientemente vicino ad un'altra centrale coperta da ADSL, il problema si può risolvere senza onere eccessivo tirando un cavo in rame dalla capacità di 2  Mbit/s dalla centrale non coperta da ADSL fino alla centrale vicina dove arriva la fibra ottica e allacciandolo al rispettivo DSLAM. Nella centrale senza DSLAM viene installato un DSLAM (SIEMENS o Marconi) a capacità limitata di 48 profili a connessione teorica massima di 640 kbit/s, usando il massimo overbooking consentito (4x). Nei centri in cui le 50 connessioni non sarebbero comunque sufficienti, vengono tirati due cavi in rame in modo da portare la capacità a 98 utenze.
Il numero massimo di DSLAM mini utilizzati in parallelo è due.
In questo modo si passerà da una copertura dell'80% della popolazione al 95% della popolazione. La restante parte non potrà mai avere una connessione ADSL via cavo, in quanto si trova a più di 5 km di distanza dallo Stadio di Linea e dovrà aspettare una qualche tecnologia Wireless come ad esempio il Wimax.
Da settembre 2006 a oggi sono state coperte 2150 centrali su 10500 totali stimate con questa mini copertura.
Nel 2020, a seguito di una denuncia di Open Fiber, l'AGCM ha deliberato una sanzione da 120 milioni di euro a carico di Telecom per abuso di posizione dominante. Telecom ha definitivamente messo da parte il progetto Cassiopea per la copertura delle aree bianche a fallimento di mercato.

### Progetto 1.000 comuni (Vodafone)
A ottobre 2010 Vodafone investe oltre un miliardo di euro per aiutare i comuni cosiddetti "Digital Divisi", con questa iniziativa si propone di portare l'ADSL attraverso l'UMTS, l'HSPA+ e nel prossimo futuro con l'LTE a oltre 1.000 comuni con il ritmo di un comune al giorno, dando la precedenza ai più svantaggiati. L'iniziativa partirà da gennaio 2011 per concludersi nel giro di 2 anni; la velocità garantita è di 2 Mbps mentre la soglia minima riconosciuta a livello internazionale è di 1 Mbps.
Il vantaggio della distruzione del divario digitale via etere è la semplicità della copertura, non necessitando di opere di posa di cavi o fibre ottiche; d'altro canto l'installazione di nuove antenne atte a trasmettere segnali UMTS porteranno inevitabilmente nuovo inquinamento elettromagnetico.

### Progetto "Banda larga per le aree rurali della Toscana"
Dal 2007 Regione Toscana ha intrapreso, tramite un finanziamento pubblico contenuto nel programma POR CReO (http://web.rete.toscana.it/bandalarga Archiviato il 17 giugno 2011 in Internet Archive.), un progetto per fornire della connessione a banda larga le aree della Toscana. Tramite una gara d'appalto, che ha visto coinvolti Eutelia, Nettare e Telecom Italia, si è cercato di colmare il divario digitale arrivando alla copertura del 99,7% della popolazione. Per quanto riguarda Eutelia e Nettare sono stati utilizzati apparati Wi-Fi 802.11a prodotti da SICE, mentre Telecom ha tentato di coprire il divario digitale con tecnologia ADSL terrestre.

### Programma di Sviluppo delle Tecnologie Didattiche
Il Piano del governo italiano, finanziato con il 10 per cento delle entrate ottenute con la gara Umts, considera la transizione verso la Società dell'informazione come priorità strategica; parte dal presupposto che le tendenze allo sviluppo e all'adozione delle nuove tecnologie dell'informazione e della comunicazione (Ict) sono largamente spontanee e decentrate.
Il programma di sviluppo delle tecnologie didattiche 1997-2000 ha interessato moltissime scuole di ogni ordine e grado. Tre gli obiettivi:
1. promuovere fra gli studenti la padronanza della multimedialità;
2. accrescere l'efficacia dei processi di insegnamento-apprendimento e la stessa organizzazione della didattica;
3. migliorare la professionalità degli insegnanti.

Per sviluppare politiche di sostegno alle scuole il ministero ha attivato un insieme di risorse, avviando una politica di accordi con le imprese private, che presenteranno alle scuole consulenza tecnologica, servizi e azioni di stimolo (premi, concorsi ecc.). Il Programma ha previsto un investimento complessivo di mille miliardi di lire negli anni 1997-2000.
La legge finanziaria per il 2000 ha poi destinato 450 miliardi di lire negli anni 2000-2002 all'acquisto di attrezzature informatiche da parte di istituzioni scolastiche che intendono completare questo progetto.
È prevista inoltre la totale esenzione da ogni onere fiscale ai fini dell'Iva, e delle imposte sui redditi, per le cessioni a titolo gratuito di dotazioni informatiche (purché non ulteriormente commercializzabili) a istituti penitenziari e a scuole.

### Piano Aree Bianche e Aree Grigie
Le Aree Bianche identificano le zone a totale fallimento di mercato, mentre quelle grigie quelle a parziale fallimento di mercato.
Se il Piano Aree Bianche prevedeva la creazione di una nuova rete a banda ultralarga finanziata dallo Stato e di proprietà di quest'ultimo, il Piano Aree Grigie prevedeva il finanziamento dei fondi privati e l'integrazione del sussidio statale -a fronte di gara- per le zone a fallimento di mercato, creando una rete che sarebbe rimasta di proprietà dei privati.
Il Piano Aree Bianche aveva l'obbiettivo di portare a tutti gli italiani una connessione ad almeno 100 Megabit entro il 2020. Al 2023 aveva raggiunto appena il 47% delle utenze.
Al 2023, Open Fiber è titolare di 14 concessioni per le Aree Bianche a valere sul Piano Banda Ultralarga e di 8 convenzioni per le Aree Grigie a valere sul Piano Italia a 1 Giga.
Nel Piano Italia 1 Giga la data al più tardi è stata rischedulata al 2024, ma con ogni probabilità sarà nuovamente non rispettata.

### Fondi Pnrr
Il Piano Italia 1 Giga prevede lo stanziamento di 3.7 miliardi di euro a favore "degli operatori di telecomunicazioni per portare la connessione veloce a Internet - pari ad almeno 1 Gbit/s in download e 200 Mbit in upload -  in 7 milioni di indirizzi civici distribuiti sull’intero territorio nazionale." Fra le criticità registrate: carenza di manodopera specializzata per la posa della fibra ottica; ritardo nei rilasci dei permessi di scavo e messa in posa; cooperazione assente fra gli operatori e mancanza di un catasto delle reti e di una mappatura dei civici coperti aggiornati.
Nel maggio 2023 la regione Lazio ha approvato un accordo di programma per lo sviluppo della banda ultralarga sul territorio con un finanziamento complessivo di 82 milioni di euro tra fondi europei, nazionali e regionali.
In Liguria il completamento dei lavori era previsto entro la fine del 2020, a fronte di una dotazione di " 74 milioni di euro dei quali 33 milioni di co-finanziamento regionale (20 milioni Por-Fesr e 13 milioni Psr-Feasr) e 41 milioni di co-finanziamento statale (fondi Fsc)."
La Toscana prevedeva la copertura di 640.000 unità immobiliari entro il 2022 con fondi PESR, Piano di sviluppo rurale FEASR, fondi regionali e ministeriali.
L'Emilia-Romagna prevede entro ottobre del 2024 la copertura di 622.000 unità immobiliari di cui il 75% con una connessione più veloce di 100 megabit/secondo. La Legge regionale n. 30/2014 introduce un modello di collaborazione pubblico -privato con 49 diversi operatori TLC.
Al 2023, in Piemonte i fondi Pnrr liberano 91 milioni di euro per 699 Comuni, mentre i fondi nazionali abilitano 306 mln per 1.181 Comuni. Il Piano Strategico Banda Ultralarga si proponeva di garantire 30 Mbps a tutti i cittadini entro il 2020.
Nel settembre 2023 viene siglato un accordo tra Dipartimento per la Trasformazione Digitale, Anci, operatori Tlc e Infratel per sburocratizzare la posa di fibra e impianti 5G con fondi del PNRR. L'accordo impegna gli operatori a indicare ai comuni tempi e modalità di intervento e le eventuali procedure di collaborazione.
Il 3 novembre viene firmata la concernente “Linee di azione nei procedimenti amministrativi in materia di realizzazione di reti pubbliche di comunicazione relative agli interventi da realizzare per l’attuazione del PNRR", che attribuisce al Governo poteri di intervento nel caso di rallentamenti da parte degli enti locali nella realizzazione delle infrastrutture. Essa recepisce il Gigabit Infrastructure Act per ridurre i costi della fibra e del 5G.

### Digital Compass
Digital Compass è il nome del piano della Commissione Europea che mira a portare in tutte le case degli europei una connessione di 100 Megabit/secondo entro il 2025 e di 1 Gigabit entro il 2030.
Secondo il provider Ookla, al 2023 le nazioni in cui si possono maggiormente sottoscrivere piani a 1 Giga sono Francia, Ungheria e Romania, dove meno dell'1.5% della popolazione è realmente coperto da questa velocità.

### Aspetti giuridici
Le reti a banda ultralarga sono assimilate alle opere di urbanizzazione primaria. Alle reti in fibra ottica non si applicano la disciplina residenziale e urbanistica. Le amministrazioni locali non possono introdurre oneri o canoni diversi da quelli stabiliti per legge. Per gli operatori vige il principio del once only, per il quale non si può richiedere un documento già prodotto ad un'altra pubblica amministrazione.

## Superamento del divario digitale
Negli anni '10 del terzo millennio si è osservato una riduzione del divario digitale e relativa disuguaglianza nelle fasce più giovani della popolazione, ma permangono differenze per l'uso proficuo nel reperimento delle informazioni, ma non per gli altri ambiti.

### Tecnologie disponibili
Le due principali soluzioni tecniche per il superamento del divario digitale sono le tecnologie senza fili (HiperLan, Wi-Max, Rete di telecomunicazione cellulare) e la fibra ottica mediante posa in minitrincea, equiparabili per tempi e costi di implementazione e per impatto socioambientale.
Tuttavia, la fibra ottica ha una ampiezza di banda nemmeno lontanamente paragonabile, e una stabilità di segnale a grandi distanze senza perdita di informazione e senza decadimento di velocità anche; le soluzioni via cavo come la fibra ottica, non presentano i potenziali e probabili effetti sulla salute del wireless, noti in letteratura per il cosiddetto elettrosmog.

### Iniziative e progetti
Sono attualmente attive diverse campagne per il superamento del divario digitale impegnate nel riutilizzo dell'hardware (il così chiamato trashware), spesso impiegando l'uso di software libero.
Le Nazioni Unite hanno espresso l'impegno a risolvere il problema attraverso gli Obiettivi di Sviluppo del Millennio (Millennium Goals) presentati all'Assemblea del Millennio. In proposito è stato istituito dall'Assemblea dell'UN un gruppo di esperti di alto livello che ha presentato nella stessa assemblea il primo piano di azione globale finalizzato al superamento di questo divario.
Il divario digitale è stato ancora argomento centrale nel primo Incontro sulla società dell'Informazione indetto proprio dalle Nazioni Unite. L'incontro ha avuto luogo in due fasi. La prima tenuta a Ginevra nel dicembre del 2003 ha avviato un percorso di studi risolutivi conclusi e presentati nella seconda fase dell'incontro, a Tunisi nel novembre del 2005. Nonostante le aspettative, l'incontro non ha però prodotto risultati tangibili.
Una delle cause ampiamente condivise del divario digitale è di carattere economico; questa impedisce ad ampie fasce della popolazione dei paesi in via di sviluppo di acquisire un'alfabetizzazione informatica, che è causa essa stessa di divario digitale. Il circolo vizioso che si viene a creare porta i paesi poveri ad impoverirsi ulteriormente, dal momento che vengono ulteriormente esclusi dalle nuove forme di produzioni di ricchezza, basate sui beni immateriali dell'informazione.
Il problema, intrinseco al nuovo corso del sistema economico mondiale, può quindi essere combattuto attraverso iniziative di vario tipo atte alla divulgazione di infrastrutture e saperi. Molte sono le iniziative in questa direzione.
Nell'ottobre 1998, in occasione del Global Village, un seminario sul divario digitale tenutosi in India, viene composta la "Dichiarazione di Bangalore sulla tecnologia informatica per i paesi in via di sviluppo" (Bangalore Declaration on Information technology for developing countries).
In questa sede venne teorizzata la creazione di un computer a basso costo, non basato su linguaggio scritto, quanto visivo, che permetta, attraverso il collegamento ad Internet, di creare i mezzi e la cultura necessaria alla nascita di attività online per i mercati in difficoltà.
Un gruppo di informatici ed economisti indiani, sotto la guida dell'Istituto Indiano per l'Informatica e l'Automazione, e dell'importante industria di software Encore Ltd (con sede a Bangalore), creano la Simputer Trust, un'associazione che ha lo scopo di realizzare questo tipo di sistema informatico: in tre anni nasce il Simputer.

### Piano globale
Il piano globale sottolinea la necessità di un approccio integrato che preveda il coinvolgimento e la cooperazione sinergica tra il sistema delle Nazioni Unite, le organizzazioni bilaterali e multilaterali, le autorità nazionali, il settore privato, la società civile.
Il Segretario Generale dell'ONU ha annunciato all'interno del suo Rapporto per il Millennio due iniziative di estremo rilievo: la realizzazione di una nuova Rete Sanitaria per i paesi in via di sviluppo e l'istituzione di un Servizio delle Nazioni Unite per la Tecnologia e l'Informazione chiamato UNITeS.

### Rete sanitaria
La rete sanitaria promossa dalle Nazioni Unite e attualmente coordinata dall'Organizzazione mondiale della sanità (OMS) intende fornire un valido aiuto al problema dell'Assistenza Sanitaria nei paesi in via di sviluppo, sfruttando le enormi potenzialità offerte in questo campo dalle nuove tecnologie. Il piano prevede la creazione di diecimila siti online posti a disposizione degli ospedali, delle cliniche e delle strutture sanitarie pubbliche presenti in questi paesi. Lo scopo è favorire l'accesso ad informazioni mediche e sanitarie aggiornate, sviluppando programmi specifici per singoli stati o gruppi di nazioni.

### Servizio per la tecnologia e l'informazione
Il servizio attivato dall'UNITeS intende invece creare un corpo di volontari esperti e provenienti da tutto il mondo, in grado di porre le proprie competenze al servizio dei paesi in via di sviluppo, al fine di aiutarli a beneficiare concretamente della rivoluzione digitale. I volontari sono dunque i protagonisti di questo programma, volto sia ad addestrare gruppi di persone sugli utilizzi e gli scopi della tecnologia dell'informazione, sia a sollecitare la costituzione di ulteriori corpi digitali nel Nord e nel Sud del mondo. L'area d'intervento è assai vasta ed abbraccia ogni campo dello sviluppo umano.
Nel perseguire la sua missione, l'UNITeS si avvale della collaborazione dei Governi, delle agenzie internazionali, delle organizzazioni non governative, della società civile, del settore privato, delle università al fine di supportare il lavoro dei volontari sia sul campo che online, attraverso varie forme: dal sostegno finanziario alla donazione degli equipaggiamenti elettronici, dalla fornitura di servizi logistici al reclutamento delle risorse umane.

## eEurope 2002
Il problema non si pone solo nei confronti dei paesi del terzo mondo. Molto spesso infatti il divario si nota anche solo tra regioni confinanti all'interno di una stessa nazione.
Nel giugno 2000 l'Unione europea ha approvato il Piano d'azione "eEurope 2002"; nello stesso mese il governo italiano ha varato il Piano d'azione dell'Italia.
Nei documenti presentati dall'Italia e accolti in "eEurope 2002" sono richieste politiche per la crescita delle regioni in ritardo e un impegno straordinario per la riduzione del divario digitale tra paesi ricchi e poveri.
Entrambi i documenti pongono la valorizzazione del capitale umano, e in particolare dei giovani, al centro delle azioni concrete che devono essere perseguite dall'Ue e dai singoli Stati.
Le linee d'azione previste nel Piano europeo sono finalizzate al raggiungimento di tre obiettivi prioritari:
1. realizzare un accesso più economico, rapido e sicuro a Internet;
2. investire nelle risorse umane e nella formazione, favorendo la partecipazione di tutti all'economia basata sulla conoscenza;
3. promuovere l'utilizzo di Internet, anche nella pubblica amministrazione e nei servizi, accelerando l'e-commerce e sviluppando contenuti digitali per le reti globali.

In Irlanda oltre 200 milioni di euro di finanziamenti pubblici sono stati resi disponibili per finanziare progetti tesi a fornire sistemi di comunicazione avanzata o infrastrutture di e-commerce.
In Svezia sono stati investiti 5,8 miliardi di corone per sviluppare connessioni regionali o locali in aree rurali e per lo sviluppo di reti a banda larga.
In Portogallo allo scopo di fornire l'accesso domestico a Internet a più della metà della popolazione vengono offerti incentivi fiscali per l'acquisto di PC, mentre l'accesso a internet a bassa velocità è gratuito oppure fornito a un prezzo simbolico, e l'accesso a banda larga è a un buon livello di sviluppo.
In Francia sono stati realizzati oltre 7000 punti di accesso gratuito a internet.

### L'iniziativa e-form
Si tratta dell'iniziativa avviata al fine di realizzare percorsi e strumenti formativi e informativi in ambito ICT anche attraverso una forte alleanza di università del Centro-Sud con organizzazioni imprenditoriali e rappresentanze delle professioni.
Il programma di formazione prevede una serie di interventi che riguarderanno tutti i sistemi formativi (università, scuola, formazione professionale e aziendale).
La prima fase di attività di e-form è il Progetto Tone (Towards the New Economy), che prevede attività di orientamento e formazione professionale dirette a convertire studenti universitari e laureati attualmente non occupati o sotto occupati alle professioni della new economy.

### I progetti contro il divario digitale del politecnico di Torino
Il politecnico di Torino ha condotto alcuni progetti con oggetto il trasferimento tecnologico nei paesi in via di sviluppo e lo sviluppo sul posto di capacità tecniche autosufficienti per la costruzione, il mantenimento e l'estensione di reti wireless a lunga distanza per il trasporto di dati a bassissimo costo da e per luoghi remoti e distanti. Due di questi, realizzati dagli iXem Labs con il coordinamento di Daniele Trinchero, hanno ottenuto riconoscimenti internazionali: Wireless for Inclusion in Amazon, premiato dalla Banca Interamericana per lo Sviluppo per trasferimento tecnologico in Ecuador, e Wireless for Inclusion in Comoros Islands, premiato dal Ministero degli Esteri del Qatar.

### I progetti contro il divario digitale del politecnico di Milano
Una serie di iniziative sono state lanciate nell'ambito anti DD dal politecnico di Milano attraverso il centro METID, STMicroelectronics Foundation e l'ONG MLFM. Trattasi di progetti orientati allo scavalcamento del DD geografico, con interventi in Repubblica Democratica del Congo (Birava e DD Mbobero), Ruanda (Muhura), Etiopia (DD Wolisso) e Uganda (DD Luzira) per diffondere l'utilizzo delle tecnologie dell'informazione (TIC) nei paesi in via di sviluppo.
Gli obiettivi sono:
- favorire il processo democratico attraverso l'accesso di studenti e comunità isolate all'informazione e la comunicazione;
- la creazione di competenze locali nell'ambito TIC;
- la creazione di attività economiche autosostenibili.

La piattaforma E-learning Eduafrica sviluppata dal METID e una collaborazione con SIGNIS, provider di connettività satellitare (VSAT) permettono le attività di formazione a distanza tra il METID e i cinque progetti attivi.